# 経済正義実践市民連合
経済正義実践市民連合（けいざいせいぎじっせんしみんれんごう）は、韓国における代表的市民運動団体である、略称は経実連（キョンシルリョン）。

## 概要
「民主化宣言」後の翌々年、1989年7月8日、学会や宗教界、法曹界、文化・芸術界など社会の各分野で活動している市民が結集して結成された。結成の目的として「韓国社会に蔓延している深刻な経済不正を正し、経済正義を樹立・実践すること」を掲げ、ラディカルな方法で社会変革実現をめざすとした（但し暴力手段による民衆革命は否定）。2000年4月の総選挙の際に、行なわれた落選運動にも一定の役割を果たした。
- 発起宣言文で掲げた「我々の実践課題」

1. 全ての人間は貧困から脱皮し、人間らしい生を営む権利がある
2. 非生産的な不労所得は消滅すべき
3. 自己の人生を自由に選択できるように経済的機会均等が全ての国民に提供されなければならない
4. 政府は市場経済の欠陥を是正する義務がある
5. 真の民主主義を歪曲する金権政治と政経癒着は徹底的に清算するべき
6. 土地は生産と生活のためにこそ使用されるべきで、財産増殖手段として保有されてはならない

経実連は発足当初、在野運動や労働運動の過激な闘争方針を批判し、「民衆運動」ではなく「市民運動」であることを強調して一線を画した。そして、1993年2月に文民政権（金泳三）が発足すると、政府と協力姿勢を採るようになり、少なくない有力幹部が文民政府に登用されるようになったが、在野運動や労働運動の勢力からは「保守的市民運動」との厳しい批判を受け、両者の対立関係が深まった。このような状況に対し、民衆運動と市民運動は協調しあうべきだと考えていた知識人や各分野の専門家は、1994年9月に「参与民主社会市民連帯」（参与連帯）を発足させた。文民政府が政治姿勢を転換し、「文民独裁」と批判されるようになると協調姿勢を採っていた経実連は、文民政府への支持・参加を留保し、在野運動や労働運動との共闘を組むようになった。
2003年、ライト・ライブリフッド賞を受賞した。

## これまでの活動
- 土地公概念要求と住宅問題解決要求活動（1989年）
- 税制改革要求運動の展開（1990年）
- 経済不正告発センターの開設と財閥監視活動／経済正義評価モデルの研究（1992年）
- 漢薬紛争の調停、金融実名制早期定着のためのキャンペーン（1993年）
- ウルグアイラウンド再協商など農業を守るキャンペーン（1994年）
- 韓国銀行独立要求キャンペーン実施、1996年総選挙に向けた政策キャンペーン（1995年）
- OECD早期加入反対／安企部法・労働関係法再改正の運動（1996年）
- 情報公開法、行政手続法制定運動／韓宝倒産事態関連の政経癒着根絶キャンペーン（1997年）
- 国会議員を対象とした損害賠償窓口訴訟／予算監視運動の展開（1998年）
- 租税正義実現運動
- 財閥構造解体運動
- 政治改革運動[2]

## 役員
|            |          | 氏名                           | 備考                                                        |
| ---------- | -------- | ------------------------------ | ----------------------------------------------------------- |
| 共同代表   | 共同代表 | 임현진 イム・ヒョンジン        | ソウル大学社会学科教授                                      |
| 共同代表   | 共同代表 | 선월 몽산 サンウォル・ムンサン | 祝聖寺住職、社団法人・韓国文化芸術交流協会理事長            |
| 共同代表   | 共同代表 | 최정표 チェ・ジョンピョ        | 建国大学校経済学科教授                                      |
| 共同代表   | 共同代表 | 최인수 チェ・インス            | 前・大韓法務士協会 常勤副協会長、経実連京畿道協議会常任代表 |
| 中央委員会 | 議長     | 박상기 パク・サンギ            | 延世大学校法学専門大学院教授                                |
| 中央委員会 | 副議長   | 권해수 クォン・ヘス            | 漢城大学校行政学科教授                                      |
| 中央委員会 | 副議長   | 이기우 イ・ギウ                | 仁荷大学校法学専門大学院教授                                |
| 中央委員会 | 副議長   | 황신모 ファン・シンモ          | 清州大学校副総長、清州経実連共同代表                        |
| 中央委員会 | 副議長   | 공재식 コン・ジェシク          | 大邱大学校金融保険 金融保険学科教授、大邱経実連共同代表     |

出所：“임원현황（役員現況）”.   経実連. 2014年5月12日閲覧。